# Saltillo (Chiapas)
Saltillo es una localidad del estado mexicano de Chiapas. Es parte del municipio de Las Margaritas.

## Demografía
| Gráfica de evolución demográfica |
|                                  |

| Censo | Población |
| ----- | --------- |
| 1940  | 350       |
| 1950  | 224       |
| 1960  | 408       |
| 1970  | 459       |
| 1980  | 659       |
| 1990  | 948       |
| 2000  | 1 026     |
| 2010  | 1 222     |
| 2020  | 1 343     |